# Ascari Ecosse
El Ascari Ecosse es un automóvil deportivo con motor central producido por la marca británica Ascari entre 1998 y 1999. Fue el primer automóvil de producción realizado por la empresa y está basado en el prototipo Ascari FGT.

## FGT
En 1995, Ascari mostró el prototipo FGT en varias muestras automovilísticas europeas, con un diseño realizado por Lee Noble. Tenía un motor V8 Chevrolet de 6 litros con inyección de combustible situado en posición central, por detrás del conductor.
Al mismo tiempo que fue lanzado el prototipo, el holandés Klaas Zwart decidió inscribir el FGT en carreras, con un motor V8 Ford, y entrar en el Campeonato Británico de Gran Turismo. Con un prototipo que tenía los requisitos de homologación, Zwart consiguió ganar un evento en el Circuito de Silverstone en la temporada de 1995. También se intentó clasificar al FGT para las 24 Horas de Le Mans, pero no sería lo suficientemente rápido para pasar las pre-clasificaciones. El automóvil continuó manteniendo el ritmo con los recién llegados al Gran Turismo Británico en 1996, antes de que Zwart se asociase con William Hewland, el propietario de la empresa de ingeniería Hewland, para una temporada parcial en 1997, con solo una cuarta posición en Donington Park como mejor resultado.
Tras la temporada de 1997, Ascari pasó a producir en serie el FGT, dándole el nombre de "Ecosse" (el cual provenía de la denominación francesa de Escocia).

## Ecosse

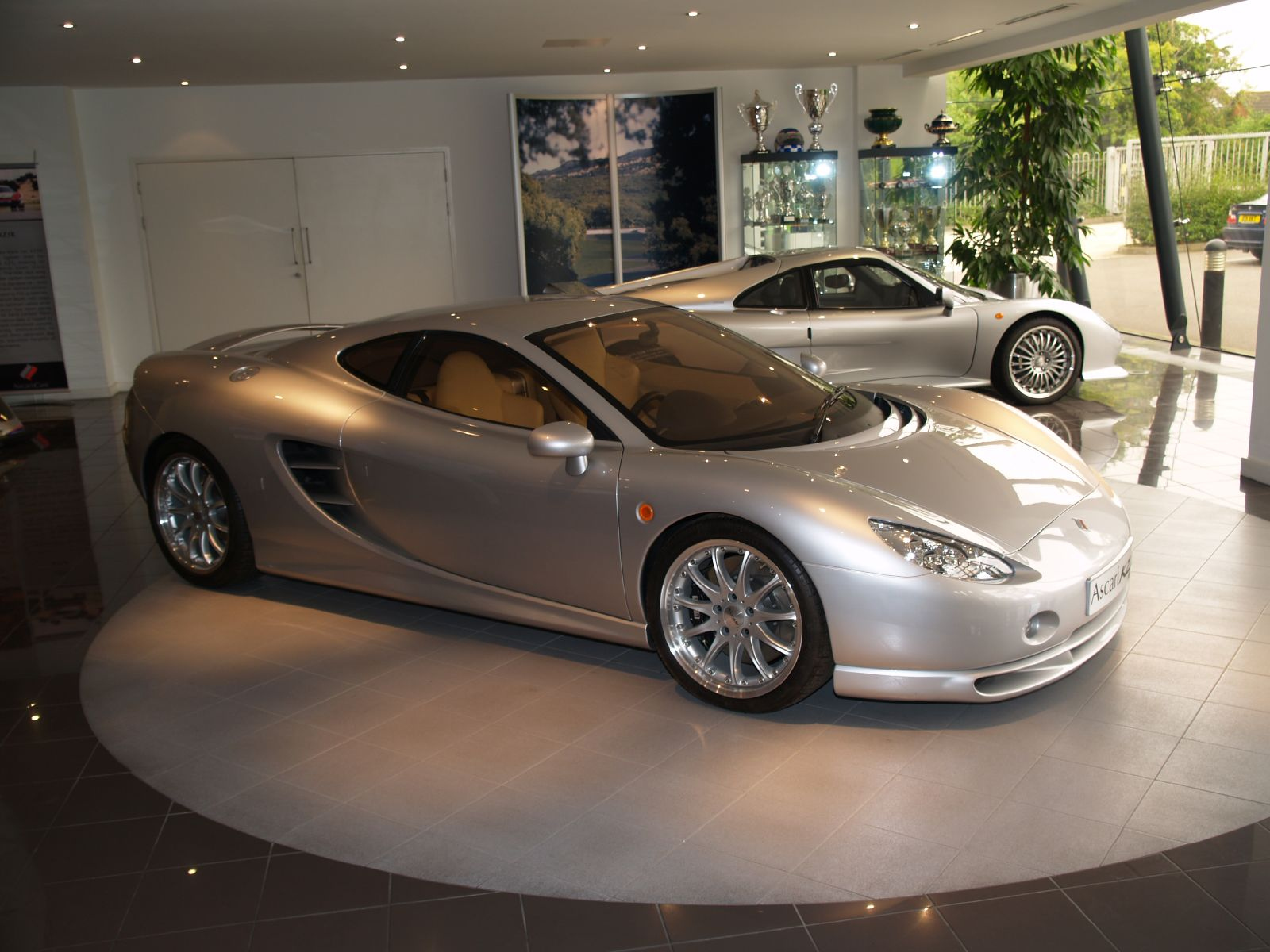
Ascari KZ fotografía de costado.

La versión de producción del Ecosse tenía un motor V8 de BMW en vez de las unidades de Chevrolet y Ford, aunque dicho motor fue puesto a punto por la empresa Hartge. Este motor de 4,4 litros producía aproximadamente 300 CV, mientras que el siguiente y mayor motor de 4,7 litros producía alrededor de 400 CV. El Ecosse, con el mayor motor de 4,7 litros era capaz de acelerar de 0 a 100 km/h en 4,1 segundos, y la velocidad máxima que alcanzaba era de 322 km/h.
El chasis y la suspensión por trapecios sostenían una carrocería de fibra de vidrio muy ligera, pesando sólo 1250 kg. El sistema de escape estaba hecho de acero revestido de cerámica. Fue necesaria la inversión de 2,5 millones de libras para poder desarrollar el Ascari Ecosse, y se necesitaban 450 horas para construir una unidad. Se sabe que fueron producidas solamente 17 unidades, y tan sólo nueve de estas unidades aún existen, ya que las otras ocho fueron todas destruidas. El Ascari Ecosse acabó siendo sustituido por el Ascari KZ1 en el año 2003.

## Especificaciones
| Ficha técnica          | Ascari Ecosse |
| Motor                  | 8 cilindros en V, 32 válvulas (4 válvulas por cilindro).                                                         |
| Cilindrada             | 4722 centímetros cúbicos.                                                                                        |
| Diámetro y carrera     | 92 x 88,8 mm. |
| Alimentación           | Inyección de combustible electrónica Bosch Motronic.                                                             |
| Relación de compresión | 10.5:1. |
| Potencia máxima        | 400 CV a 6100 rpm.                                                                                               |
| Par máximo             | 500 Nm a 5200 rpm.                                                                                               |
| Transmisión            | Caja de cambios ZF manual de 5 velocidades.                                                                      |
| Ruedas                 | Delanteras: llantas de 18 x 8", neumáticos 225/40 ZR 18. Traseras: llantas de 18 x 10", neumáticos 275/30 ZR 18. |
| Frenos                 | Discos ventilados en las cuatro ruedas.                                                                          |
| Suspensión             | Independiente y con barras estabilizadoras (en ambos ejes).                                                      |
| Velocidad máxima       | 321,9 km/h (200 mph).                                                                                            |
| Aceleración            | 0 a 97 km/h (60 mph) en 4,1 segundos.                                                                            |
| Precio                 | 89.000 £ |